# Фетингас, Владимир Фёдорович
Владимир Фёдорович Фетингас (1896—1919) — революционер, советский партийный деятель.
Родился в с. Людиново Жиздринского уезда Калужской губернии в семье рабочего. Участвовал в революционном движении с 16-летнего возраста. Член РСДРП с 1913 года, большевик.
В ноябре-декабре 1917 г. был активным участником борьбы за установление советской власти в Людинове и Жиздринском уезде.
С апреля 1918 года секретарь, а с июля того же года — председатель Жиздринского уездного комитета РКП(б). Одновременно — руководитель уездной ЧК. С декабря 1918 года зам. председателя Жиздринского уисполкома.
Весной 1919 года добровольцем ушёл на фронт на борьбу с Деникиным, политкомиссар 326-го полка 1-й бригады 37-й Донской стрелковой дивизии. Погиб в бою.